# 鹿島 (愛南町)
鹿島（かしま）とは、愛媛県南宇和郡愛南町外泊の向、宇和海に浮かぶ島。頂上には展望台がある。宇和海海中公園、足摺宇和海国立公園に属する。

1955年11月4日に愛媛県指定名勝になる。

## 地理
藩政時代は旧宇和島藩の「御狩場」で当時一般の立ち入りが禁止されており、現在は県有地のため動植物の保存が良く名の通り、鹿と猿が餌付けされている。キャンプ場が整備されており、夏季は海水浴客等でにぎわう。色とりどりの珊瑚類と熱帯魚の群遊を楽しむことができる。また、近年は5月中旬に開催される「ホタル&サンセットウォッチング」が人気である。島の南岸は断崖で「鹿島穴（うど）」と言う奥行き120mの大洞穴があり、舟ではいることが出来る。

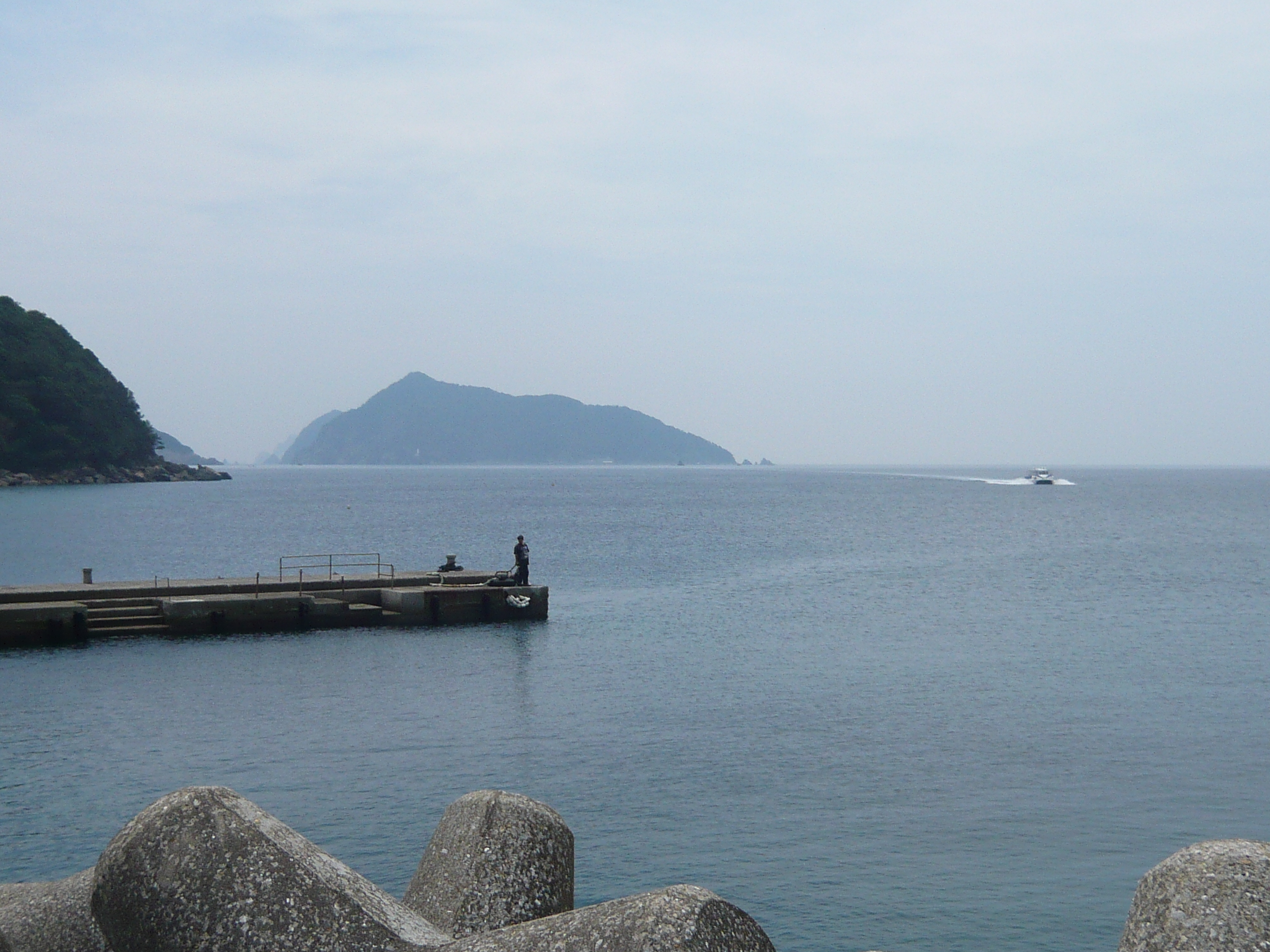
鹿島から帰って来るグラスボート

## 交通
- 宇和島自動車バス「鹿島渡し」下車。渡船乗り場に駐車場、水洗トイレもある。

「とらや」前から渡船が運行（夏季のみ）。また、1年を通じてグラスボート（ガイヤナ・ユメカイナ）が運航している。
- 車　国道56号線で愛南町へ、愛媛県道320号船越平城線（以前の西海有料道路、現在は無料）で、国道の分岐点から約15分
- 最寄り駅　JR予讃線　宇和島駅　宇和島自動車で「城辺バスターミナル」、乗り換えて「外泊・武者泊行き」で「鹿島渡」下車